# LOLCODE
LOLCODE é uma linguagem de programação esotérica podendo ser classificada como integrante do grupo de linguagens pertencentes ao Paradigma Imperativo. A língua foi criada em 25 de Março de 2007 por Adam Lindsay, pesquisador do Departamento de Computação da Universidade de Lancaster.

## Exemplos

### Exemplo 1
```
 HAI
  CAN HAS STDIO?
   VISIBLE "HAI WORLD!"
 KTHXBYE
```

### Exemplo 2
```
 ON CATURDAY
   IM IN YR BED
    I IZ SLEEPIN!!10
     VISIBLE "Z!"
   KTHX
 KTHXBYE
```

### Exemplo 3 - Torres de Hanoi
```
HAI
 CAN HAS STDIO?
 BTW I HAS A HANOI TOWER
 HANOI CAT IZ WATCHING UR discs, from, to, var
    YARLY
     NERF discs!!1
     HANOI WITH discs,from,var,to
     VISIBLE from N " --> " N to
     HANOI WITH discs,var,to,from
    NOWAI
     VISIBLE from N " --> " N to
   KTHX
 KTHX
 VISIBLE "HOW MANY DISCS U HAV?"
 I HAS A discs
 GIMMEH discs
 HANOI WITH discs,1,3,2
 KTHXBYE
```

towr_h
ha

### Exemplo 4 - Calcula Números Perfeitos
```
 
HAI
 CAN HAS STDIO?
 BTW NUMEROS PERFEITOS
 I HAS A n         
 I HAS A loop         
 I HAS A soma         
 I HAS A loopinterno  
 VISIBLE "Este programa calcula numeros perfeitos dentro de um intervalo" 
 VISIBLE  " Digite o limite superior do intervalo "
 GIMMEH n
   IZ n BIGGER THAN 0?
   YARLY   
   LOL loopinterno R 0
   IM IN YR LOOP   
   LOL soma R 0
   IM IN YR  loopInterno
   IZ loop LEFTOVERZ loopinterno LIEK 0?
   YARLY
   LOL soma R soma UP loopInterno           	
   KTHX
   IZ loopInterno BIGGER THAN loop!!-1? KTHX
   IZ soma LIEK loop?
   YARLY
   VISIBLE "Numero encontrado: " soma
   KTHX
   IZ loop BIGGER THAN n? KTHX
   NOWAI
   VISIBLE "Numero digitado invalido"
 KTHX
 KTHXBYE
```

## Comandos
| Código            | Comentário                                                                                             |
| ----------------- | --- |
| HAI               | HAI inicia o programa.                                                                                 |
| CAN HAS [FILE]?   | Inclui arquivos ou bibliotecas, por exemplo CAN HAS STDIO? inclui a biblioteca STDIO (entrada e saída) |
| VISIBLE [MESSAGE] | imprime a mensagem (semelhante ao printf em C).                                                        |
| KTHX              | KTHX termina um bloco (loop, função).                                                                  |
| IZ?               | sintaxe condicional, seguido de YARLY e NOWAI                                                          |
| I HAS A           | I HAS A cria uma variável.                                                                             |
| BTW               | BTW (significa "By the way") introduz um comentário.                                                   |
| KTHXBYE           | KTHXBYE (significa "OK — thanks — bye!") termina o programa.                                           |